# Nam (sockenhuvudort i Kina, Tibet Autonomous Region, lat 29,47, long 90,93)
Nam (kinesiska: 南木, 南木乡) är en sockenhuvudort i Kina. Den ligger i den autonoma regionen Tibet, i den sydvästra delen av landet, omkring 28 kilometer sydväst om regionhuvudstaden Lhasa. Antalet invånare är 3 156. Befolkningen består av 1 545 kvinnor och 1 611 män. Barn under 15 år utgör 22,0 %, vuxna 15-64 år 71 %, och äldre över 65 år 5,0 %.
Runt Nam är det glesbefolkat, med 18 invånare per kvadratkilometer. Närmaste större samhälle är Niu, 14,8 km nordost om Nam. Trakten runt Nam består i huvudsak av gräsmarker.
Genomsnittlig årsnederbörd är 772 millimeter. Den regnigaste månaden är juli, med i genomsnitt 235 mm nederbörd, och den torraste är januari, med 1 mm nederbörd.